# Абашидзе, Лейла Михайловна
Ле́йла Миха́йловна Абаши́дзе (груз. ლეილა მიხეილის ასული აბაშიძე; 1 августа 1929, Тифлис, Грузинская ССР, СССР — 8 апреля 2018, Тбилиси) — советская и грузинская киноактриса и певица. Народная артистка Грузинской ССР (1965), народная артистка Чечено-Ингушской АССР (1964).

## Биография
Лейла Абашидзе родилась 1 августа 1929 года в Тифлисе.
Крёстным отцом Лейлы Михайловны в кинематографе был режиссёр Константин Пипинашвили. В 1941 году на киностудии «Грузия-фильм» проходил отбор исполнителей на роль Като в фильме «Каджана». Лейлу туда привела сестра отца (родители Лейлы были репрессированы). Среди нарядных детей, пришедших на просмотр, Лейла выделялась старым выцветшим платьем, домашней стрижкой и стоптанными туфлями. На пробах разыгрывалась сцена, когда Като, потрясённая немотой брата, в которой сама же была повинна, бурно рыдает и просит Бога вернуть ему голос. Лейла сыграла этот эпизод с такой жизненной правдой, такими бытовыми нюансами, показала такую жаркую, искреннюю любовь к брату, что на несколько мгновений в павильоне воцарилась тишина. Так девочку взяли на главную роль.
В 1951 году окончила актёрский факультет Тбилисского театрального института им. Ш. Руставели (курс Додо Алексидзе).
Особый успех имела в комедийных ролях (Маринэ, «Стрекоза», 1954; Лиа, «Заноза», 1956), но создала и драматический образ Лелы («Они спустились с гор», 1954) и лирический образ Мананы («Наш двор», 1956), и героическую роль Майи («Майя из Цхнети», 1959).
В 1981 году в качестве режиссёра поставила по собственному сценарию (совместно с Леваном Челидзе) комедию «Тифлис-Париж и обратно», сыграв главную роль Тен Шервашидзе.
Была замужем за актёром Гурамом Пирцхалавой.
8 апреля 2018 года Лейла Абашидзе скончалась на 89-м году жизни в Тбилиси после тяжёлой болезни. Похоронена в Сабурталинском пантеоне.

## Актриса
- 1941 — Каджана — Като[5]
- 1945 — Золотая тропа — эпизодическая роль Юты[5]
- 1947 — Колыбель поэта — сиротка Назиброла[5]
- 1951 — Весна в Сакене — Нина[5]
- 1953 — Кето и Котэ
- 1954 — Стрекоза — Маринэ[5]
- 1955 — Они спустились с гор — Лела[5]
- 1956 — Наш двор — Манана[5]
- 1957 — Заноза — Лиа[5]
- 1958 — Майя из Цхнети — Майя[5]
- 1959 — Где твоё счастье — Мзия[5]
- 1961 — На пороге жизни
- 1962 — Я буду танцевать — Догмара[5]
- 1965 — Закон гор — Дзидзия[5]
- 1965 — Авария
- 1966 — Встреча в горах — актриса Лали Миндели / Мзевинар
- 1966 — Встреча с прошлым — Нино
- 1969 — Десница великого мастера
- 1970 — Ожидание — Кетеван
- 1976 — Настоящий тбилисец и другие
- 1978 — Синема
- 1981 — Тифлис-Париж и обратно
- 1982 — Не все кометы гаснут
- 1984 — Легенда о Сурамской крепости
- 1985 — Путешествие молодого композитора
- 1986 — Круговорот

## Режиссёр
- 1981 — Тифлис-Париж и обратно

## Признание и награды
- 1958 — Заслуженная артистка Грузинской ССР[9]
- 7 марта 1960 — Орден Трудового Красного Знамени[10]
- 1964 — Народная артистка Чечено-Ингушской АССР[5][11]
- 1965 — Народная артистка Грузинской ССР[4][5]
- 1968 — лауреат Всесоюзного кинофестиваля в номинации «Премии за актёрскую работу»
- 1972 — лауреат Всесоюзного кинофестиваля в номинации «Премии за режиссуру»
- 1999 — Орден Чести[9]
- 2016 — Почётный гражданин Тбилиси